# Južnobiriforski jezik
Južnobiriforski jezik (ISO 639-3: biv; birifo, ganski biriforski), nigersko-kongoanski jezik sa sjeverozapada Gane i sjeveroistočne Obale Bjelokosti. Zajedno s jezikom malba birifor [bfo] iz Burkine Faso čini biriforsku podskupinu šire skupine dagaari-birifor.
Ukupan broj govornika iznosi 129 310, od čega 125 000 u Gani (2003).

## Vanjske poveznice
- Ethnologue (14th)
- Ethnologue (15th)